# Galerella pulverulenta
Espèce
Statut de conservation UICN

 LC  : Préoccupation mineure
La mangouste grise (Galerella pulverulenta) est une mangouste vivant dans les savanes et zones semi-désertiques (Karoo) en Afrique du sud, au Lesotho et au sud de la Namibie. Cependant, elle peut vivre en étroite association avec l'homme, souvent sous les planchers des maisons, et même en banlieue. Une fois habituée à la présence humaine, elle peut tolérer une approche rapprochée. Elle est très fréquente au Cap d'où elle provient originairement, elle vit en famille (père, mère et généralement trois petits), se loge dans les buissons, et a appris à venir se désaltérer dans les piscines. Elle est charmante, vivace et curieuse, et pas nécessairement farouche mais elle s'accommode mal de la présence de chats domestiques auxquels elle peut infliger de sérieuses blessures.

## Description

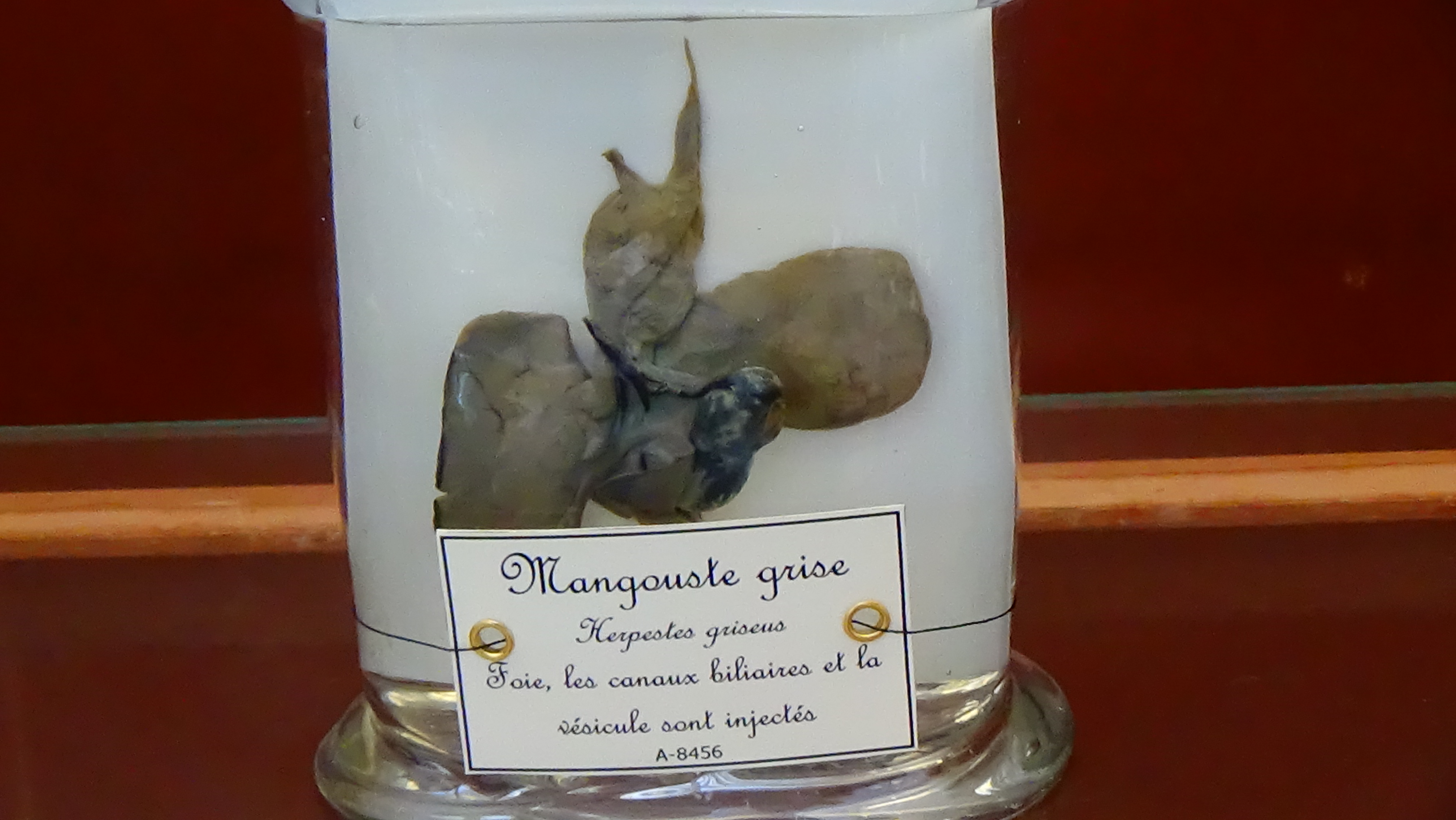
Galerella pulverulenta - "Herpestes griseus" - Foie, canaux biliaires et la vésicule sont injectés - Mnhn Paris

Carnivore, elles se nourrissent de petits rongeurs et d'invertébrés. Diurnes et solitaires, ces mangoustes ne semblent pas posséder de territoire et certains individus ont été observés en petits groupes de 2 à 3 individus. Les femelles donnent naissance à 1-2 ou 3 petits dans un terrier ou un creux d’arbre, les naissances ont lieu d’août à septembre.
Les spécimens adultes mesurent de 0,5 à 1 kg et mesurent au total de 55 à 70 cm avec une queue de 20 à 35 cm.